# Utetes signatarius
Utetes signatarius är en stekelart som först beskrevs av Fischer 1966.  Utetes signatarius ingår i släktet Utetes och familjen bracksteklar. Inga underarter finns listade i Catalogue of Life.